# Масабрак
Масабра́к (фр. и окс. Massabrac) — коммуна во Франции, находится в регионе Юг — Пиренеи. Департамент — Верхняя Гаронна. Входит в состав кантона Монтескьё-Вольвестр. Округ коммуны — Мюре.
Код INSEE коммуны — 31326.

## География

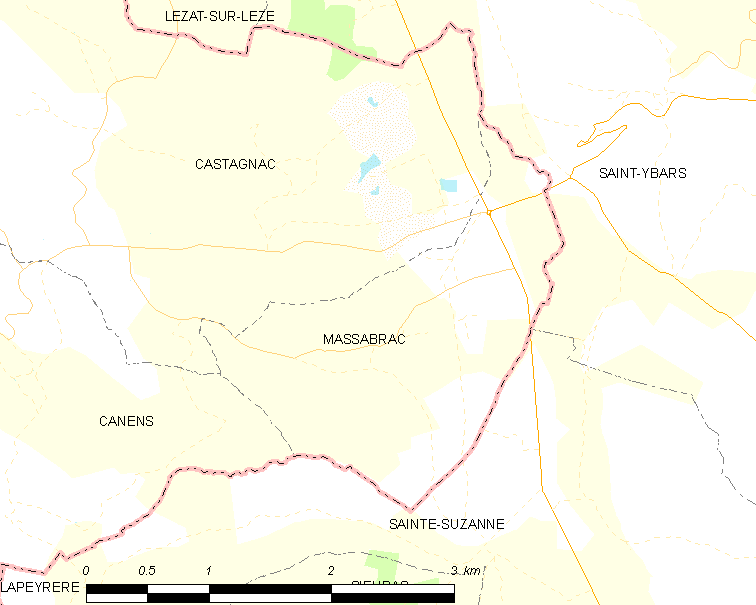
Карта коммуны

Коммуна расположена приблизительно в 630 км к югу от Парижа, в 45 км к югу от Тулузы.
На северо-востоке коммуны протекает река Лез.

## Климат
Климат умеренно-океанический. Зима мягкая и снежная, весна характеризуется сильными дождями и грозами, лето сухое и жаркое, осень солнечная. Преобладают сильные юго-восточные и северо-западные ветры.

## Население
Население коммуны на 2010 год составляло 78 человек.
| 1962 | 1968 | 1975 | 1982 | 1990 | 1999 | 2010 |
| ---- | ---- | ---- | ---- | ---- | ---- | ---- |
| 107  | 107  | 93   | 87   | 78   | 72   | 78   |

## Экономика
В 2010 году среди 47 человек трудоспособного возраста (15—64 лет) 41 были экономически активными, 6 — неактивными (показатель активности — 87,2 %, в 1999 году было 74,4 %). Из 41 активных жителей работали 37 человек (19 мужчин и 18 женщин), безработных было 4 (2 мужчин и 2 женщины). Среди 6 неактивных 0 человек были учениками или студентами, 4 — пенсионерами, 2 были неактивными по другим причинам.